# Interstate 70
L'Interstate 70 (I-70) è un'autostrada statunitense della Interstate Highway che si estende per 3465,13 chilometri e collega Cove Fort con Baltimora attraversando dieci stati: Utah, Colorado, Kansas, Missouri, Illinois, Indiana, Ohio, Virginia Occidentale, Pennsylvania, Maryland e passando città importanti Denver, Kansas City, Saint Louis, Indianapolis e Columbus.
Nella primavera del 1992, a pochi chilometri dall'Interstate 70, vennero compiuti sei omicidi, attribuiti in seguito al Killer della I-70.